# Martin Løwstrøm Nyenget
Martin Løwstrøm Nyenget, né le 1er avril 1992, est un fondeur norvégien.

## Carrière
Membre du club de ski de Lillehammer, il court ses premières épreuves officielles en 2009.
Nyenget obtient deux top dix dans des courses individuelles aux Championnats du monde junior 2012 à Erzurum et la médaille de bronze sur le relais. 
Il participe aux Championnats du monde des moins de 23 ans en 2014, à Val di Fiemme, signant deux sixièmes places en quinze kilomètres classique et skiathlon.
En mars 2014, il participe à sa première épreuve de Coupe du monde à l'occasion du cinquante kilomètres d'Oslo (41e). En février 2015, il monte sur son premier podium en Coupe de Scandinavie au quinze kilomètres classique à Madona.
En mars 2015, pour sa deuxième course en Coupe du monde, il arrive quatrième du 15 kilomètres classique de Lahti. Il obtient son premier podium en relais en décembre 2015 à Lillehammer (2e). À partir de ce point, le Norvégien intègre le top trente à plusieurs reprises dans la Coupe du monde, avec quelques top dix : huitième du skiathlon de Lahti en 2016, neuvième du sprint et dixième du skiathlon de Pyeongchang en 2017. Lors de la saison 2017-2018, il dispute seulement deux courses dans l'élite et n'y marque aucun point pour la Coupe du monde, tandis qu'il domine la Coupe de Scandinavie et son classement général pour la deuxième fois après 2016.
Il retrouve son niveau lors de la saison 2018-2019, à l'instar de sa sixième place au quinze kilomètres classique de Cogne.
C'est en février 2020 que Nyenget monte sur son premier podium individuel au plus haut niveau en se classant troisième de la poursuite (15 km) en style classique à Östersund, étape du Ski Tour, dont il prend la cinquième place finale, soit son meilleur résultat dans un tour en Coupe du monde. Ces résultats contribuent à sa place de dix-huitième au classement général, le meilleur de sa carrière.

## Palmarès

### Championnats du monde
| Épreuve / Édition       | Sprint | Sprint                           | 15 km | 15 km     | Skiathlon                | 50 km | Relais | Relais               |
| Épreuve / Édition       | libre  | classique                        | libre | classique | Skiathlon                | 50 km | Sprint | 4 × 10 km            |
| Mondiaux 2023 Planica   |        |                                  |       |           |                          | 5e    |        |                      |
| Mondiaux 2025 Trondheim |        | Épreuve inexistante à cette date |       |           | Médaille d'argent, monde |       |        | Médaille d'or, monde |

Légende :
- : première place, médaille d'or
- : deuxième place, médaille d'argent
- : troisième place, médaille de bronze
- : pas d'épreuve
- — : n'a pas participé à l'épreuve

### Coupe du monde
- Meilleur classement général : 18e en 2020.
- 20 podiums en individuel : 5 victoires, 4 deuxième place et 11 troisièmes places.
- 4 podiums en relais : 2 victoires, 1 deuxième place et 1 troisième place.
- 4 podium en épreuve par équipes mixte : 4 deuxièmes places.

#### Courses par étapes
- Ski Tour :
  - 5e du classement final.
  - 1 podium  sur une étape : 1 troisième place.
- Tour de Ski :
  - 1 podium  sur une étape : 1 troisième place.

#### Détail des victoires individuelles
| Épreuve / Édition | Sprint | Sprint    | 10 km       | 10 km     | Skiathlon 2 × 10 km | 20 km | 20 km      | 50 km | Tour de ski ou Finales ou Nordic Opening |
| Épreuve / Édition | libre  | classique | libre       | classique | Skiathlon 2 × 10 km | libre | classique  | 50 km | Tour de ski ou Finales ou Nordic Opening |
| 2021-2022         |        |           |             |           |                     |       |            | Oslo  |                                          |
| 2023-2024         |        |           |             | Ruka      |                     |       |            |       |                                          |
| 2024-2025         |        |           | Lillehammer |           |                     |       | Davos Oslo |       |                                          |

#### Classements en Coupe du monde
| Saison / Épreuve | Saison / Épreuve | Général | Général | Distance | Distance | Sprint | Sprint |
| Saison / Épreuve | Saison / Épreuve | Class.  | Points  | Class.   | Points   | Class. | Points |
| ---------------- | ---------------- | ------- | ------- | -------- | -------- | ------ | ------ |
| 2015             | 2015             | 91e     | 50      | 52e      | 50       | -      | -      |
| 2016             | 2016             | 53e     | 133     | 30e      | 117      | 66e    | 16     |
| 2017             | 2017             | 42e     | 154     | 36e      | 91       | 44e    | 37     |
| 2019             | 2019             | 54e     | 109     | 34e      | 96       | 65e    | 13     |
| 2020             | 2020             | 18e     | 408     | 18e      | 233      | 46e    | 40     |
| 2021             | 2021             | 50e     | 108     | 28e      | 108      | -      | -      |

### Championnat du monde junior
| Épreuve / Édition     | sprint libre | sprint classique | 10 km classique | 10 km libre | 20 km libre | Poursuite 2 × 10 km | Relais             |
| --------------------- | ------------ | ---------------- | --------------- | ----------- | ----------- | ------------------- | ------------------ |
| Mondiaux 2012 Erzurum | 26e          |                  | 7e              |             |             | 9e                  | Médaille de bronze |

### Coupe de Scandinavie
- Vainqueur du classement général en 2016 et 2018.
- 9 podiums, dont 2 victoires.